# 彼得·埃里克松 (冰球运动员)
彼得·埃里克松（瑞典語：Peter Eriksson，1965年7月12日—），瑞典男子冰球运动员。他曾代表瑞典参加1988年冬季奥林匹克运动会冰球比赛，获得一枚铜牌。他也参加了1989年世界男子冰球锦标赛。